# Volby do Slovenské národní rady 1954
Volby do Slovenské národní rady 1954 proběhly 28. listopadu 1954.

## Popis voleb
Volby se konaly ve stejný den s volbami do Národního shromáždění 1954. Šlo o poslední volby do Slovenské národní rady před přijetím Ústavy Československé socialistické republiky. Zároveň o poslední volby, po nichž se utvořil Sbor pověřenců coby kolektivní zákonodárný orgán Slovenska. 

## Výsledky voleb
| Subjekt                        | Počet hlasů | Počet platných hlasů | Volební účast % | Hlasů pro Národní frontu | Hlasů pro Národní frontu % | Mandátů |
| ------------------------------ | ----------- | -------------------- | --------------- | ------------------------ | -------------------------- | ------- |
| Národní fronta Čechů a Slováků | 2 324 279   | 2 312 658            | 99,13 %         | 2 249 547                | 97,2 %                     | 103     |

Z celkového počtu oprávněných voličů hlasovalo 2 324 279 a počet platných hlasů dosáhl 2 312 658. Z nich bylo 2 249 547 pro jednotnou kandidátní listinu Národní fronty.

## Zvolení poslanci
Celkem bylo zvoleno 103 poslanců Slovenské národní rady. 
podle národnosti
- 84 Slováků
- 13 Maďarů
- 3 Češi
- 3 Ukrajinci

podle profese
- 25 dělníků
- 14 členů JZD
- 6 samostatně hospodařících rolníků
- 11 členů technické inteligence
- 10 členů ostatní inteligence
- 33 veřejných pracovníků
- 4 příslušníci ČSLA